# Triumfetta velutina
Triumfetta velutina är en malvaväxtart som beskrevs av Vahl. Triumfetta velutina ingår i släktet triumfettor, och familjen malvaväxter. Inga underarter finns listade i Catalogue of Life.